# Parmotrema horridum
Parmotrema horridum är en lavart som beskrevs av Fleig. Parmotrema horridum ingår i släktet Parmotrema och familjen Parmeliaceae.   Inga underarter finns listade i Catalogue of Life.